# Штурм Копенгагена (1659)
Штурм Копенгагена — битва дансько-шведської війни 1658—1660 років (і Північної війни 1655—1660 років).

## Передмова
За Північну війну 1655—1660 років Швеція швидко розбила данські війська, окупувала майже всю Данію і змусила її підписати Роскілльський мир. Проте шведський король Карл Х Густав бажав взагалі стерти Данію з карти Європи, і в тому ж році почалася нова дансько-шведська війна. Так як шведська армія не покинула Данію після підписання миру, то практично відразу опинилася окупованою вся данська територія за винятком столиці держави — Копенгагена. Зазнавши невдачі при спробі взяття міста приступом, шведи почали облогу, сподіваючись примусити його до здачі голодом.
Але ще з часів англо-голландської війни Нідерланди були союзником Данії. Побоюючись загрози для своїх торговельних позицій на Балтиці у випадку, якщо Балтійське море перетвориться на «Шведське озеро», вони відправили флот на допомогу данцям. У листопаді 1658 року голландський флот під командуванням лейтенант-адмірала Якоба ван Вассенара розбив шведський флот у Битві в Ересунні, тим самим знявши блокаду з моря.

## Хід битви

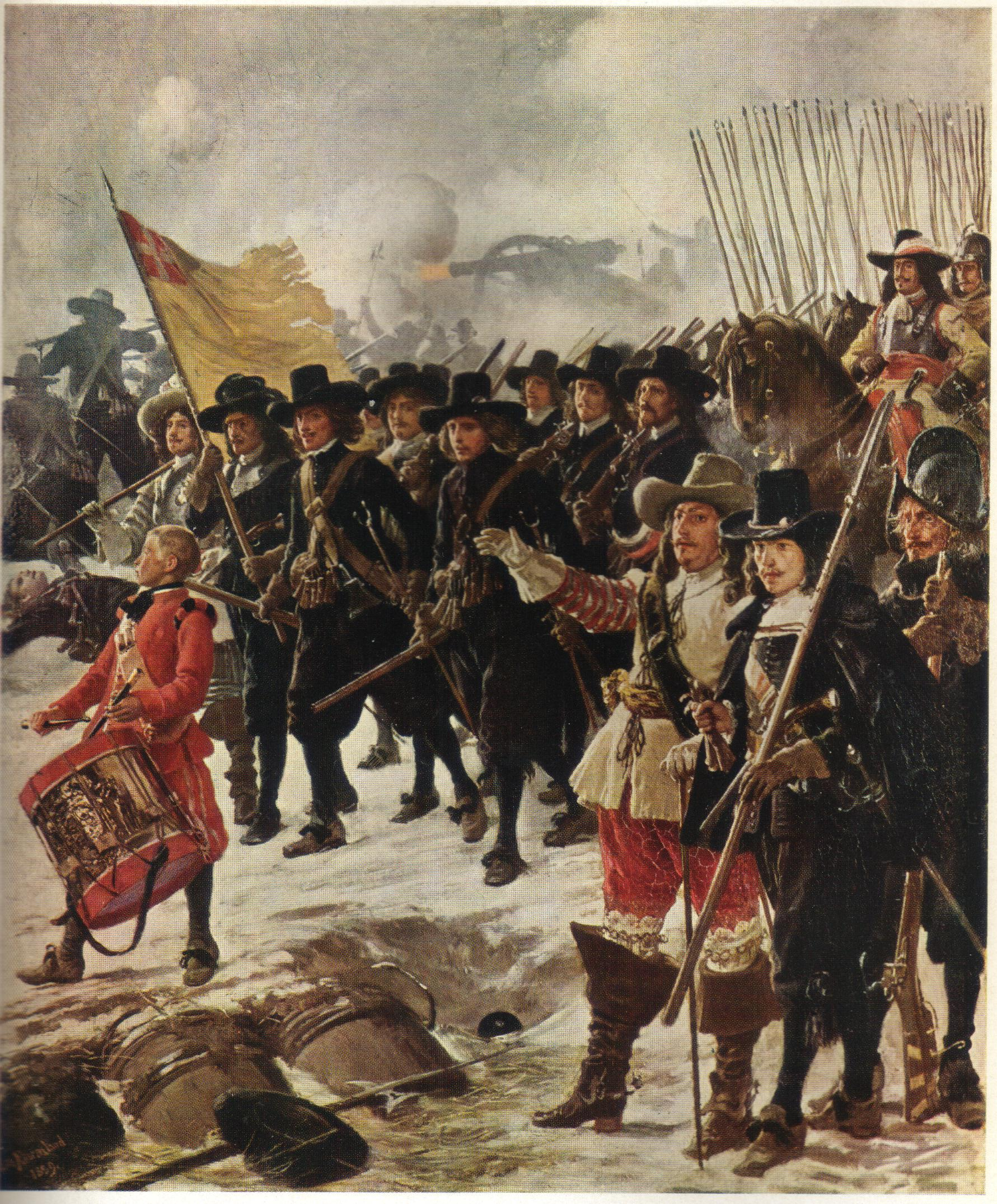
Студенти захищають Копенгаген

Після зняття морської блокади облога з суші ставала безглуздою, і єдиним шведським шансом ставав прямий штурм міста. На мурах Копенгагена було понад 300 різноманітних гармат, для захисту міста на стіни піднялися озброєні громадяни.
Шведи почали приступ з відволікаючою атаки на Слотсгольмен і Крістіансгавн увечері 9 лютого. Атака була відбита, і після відступу шведів данцям дістався один із штурмових містків. Після вимірювання з'ясувалося, що він має довжину 12 метрів, і данське командування прийшло до висновку, що ці містки можна зробити марними, якщо вільні від льоду ділянки рову фортеці будуть мати ширину понад 12 метрів. 600 данських моряків було кинуто на розчищення від льоду ровів фортеці і узбережжя, за 4 години дня 10 лютого до нічної темряви, вони зуміли звільнити від льоду водний простір шириною 15 метрів.
В результаті, коли шведи опівночі почали штурм, вони зустріли потужний опір. Основну атаку шведи вели на Крістіансгавн і Вестервольд, проте розбитий лід і велика кількість зброї на укріпленнях змусили наступали щільними масами атакуючих заплатити дорогу ціну. Проте вони зуміли піднятися на мури, і почалася рукопашна сутичка.
Коли шведи усвідомили, що атака на західну частину стіни зустрілася з ускладненнями, то почали допоміжну атаку на Остерпорт. Але коли вони перетинали рів фортеці, на них обрушилася несподівана контратака, і шведи були змушені відступити з тяжкими втратами.
Близько п'ятої ранку шведи відступили. Їх втрати були досить помітними: під мурами було виявлено близько 600 трупів, ще більша кількість потонуло в крижаній воді, і багато хто був поранений. Данці втратили вбитими лише 30 осіб.
Навесні 1659 прийшов другий голландський флот під командуванням адмірала Михайла де Рюйтера, який перерізав шведські лінії постачання, внаслідок чого шведам довелося зняти облогу.